# Gandhidham
Gandhidham är en stad i delstaten Gujarat i västra Indien, och är den största staden i distriktet Kachchh. Folkmängden beräknades till cirka 350 000 invånare 2018. Gandhidham anlades under tidigt 1950-tal, som ett centrum för flyktingar från Sindh i dagens Pakistan.